# 礎会
礎会（いしずえのかい）は、民主党のグループ。

## 概要

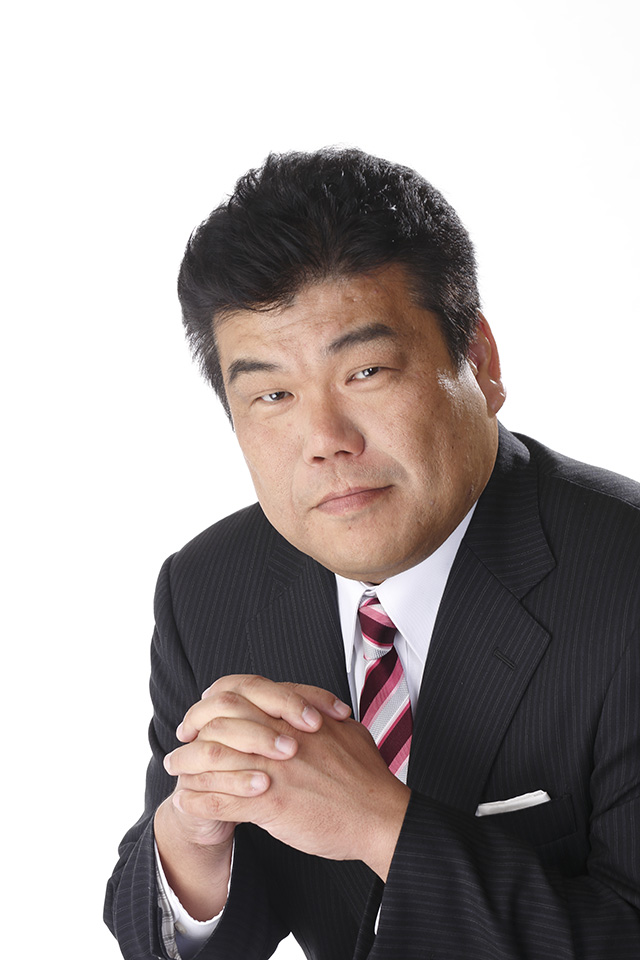
幹事長の森本和義。

石津政雄、森本和義ら第45回衆議院議員総選挙で初当選した新人衆議院議員10人により、2011年8月19日に結成された。8月の代表選を控えて党内で一定の影響力を持つことを狙い、代表選ではグループが一致して行動することとした。なお、メンバーの1人である奥野総一郎は海江田万里経済産業大臣の推薦人に名を連ねている。
代表選後も消費増税前の身を切る改革を求めて活動を続け、12月26日には消費増税法案の国会提出前に衆院比例定数を80削減する公職選挙法改正案を提出・成立させるよう求める89人分の署名を集めて樽床伸二幹事長代行に提出し、執行部が動かなければ若手単独でも法案提出を目指す動きを見せた。
2012年6月26日の消費増税法案の衆院採決では直前まで態度を決めかねていたが、採決当日の午前に小選挙区「0増5減」や比例定数40削減を盛り込んだ衆院選挙改革法案が衆院政治倫理・公選法改正特別委員会に付託されたことを受け、会長の石津は賛成に回った。9月の代表選では会長の石津が細野豪志擁立に動いた。

## 所属国会議員一覧
民進党結党時はグループとして存在していないため、元メンバーの2017年10月の選挙から現在までの状況を記す。

### 役員
| 会長     | 幹事長   |
| -------- | -------- |
| 石津政雄 | 森本和義 |

### 過去の在籍者

#### 衆議院議員
国民民主党
- 玉木雄一郎[10][11][注 1]（6回、香川2区）

立憲民主党
- 奥野総一郎[10][11][注 2]（6回、千葉9区）
- 白石洋一[10][11][注 3]（4回、愛媛3区）

れいわ新選組
- 高井崇志[注 4]（4回、比例北関東・埼玉13区）

無所属
- 緒方林太郎[10][11][注 5]（4回、福岡9区）

#### 元衆議院議員
民進党
- 磯谷香代子（1回、比例東海）
- 道休誠一郎[10][11]（1回、比例九州・宮崎2区）
- 藤田憲彦[10][11]（1回、東京4区）

希望の党
- 石津政雄[10][11][注 6]（1回、茨城2区）

立憲民主党
- 湯原俊二[注 7]（2回、比例中国・鳥取2区）
- 森本和義[10][11][注 8]（1回、愛知15区）

無所属
- 山尾志桜里[10][11][注 9]（3回、愛知7区）
- 石井登志郎[注 10]（1回、兵庫7区）
- 石山敬貴（1回、宮城4区）
- 小野塚勝俊[注 11]（1回、埼玉8区）
- 高邑勉[注 12]（1回、比例中国・山口1区）
- 中林美恵子[10][11]（1回、神奈川1区）